# نظام إنذار مبكر

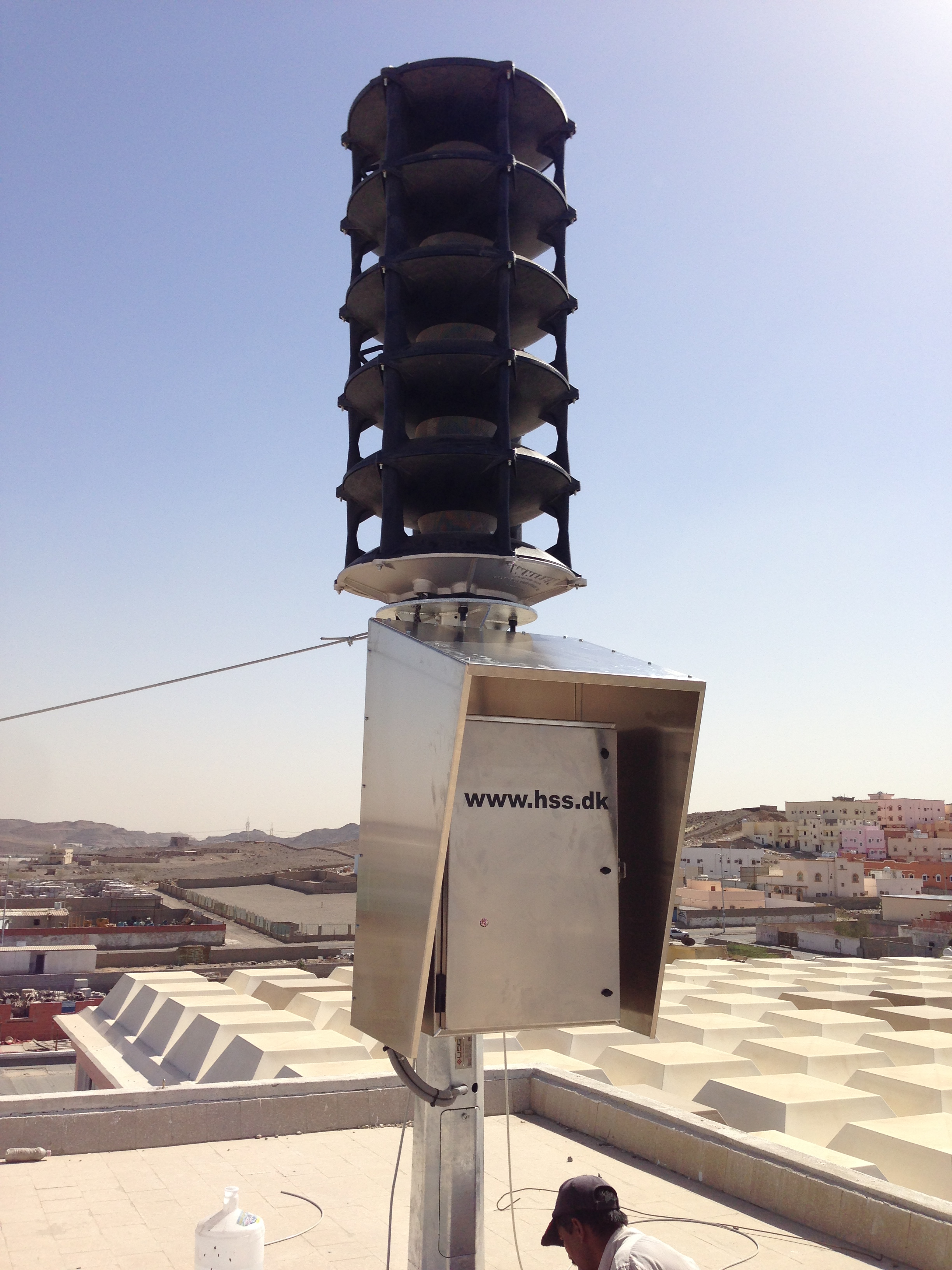
صفارات الإنذار الإلكترونية للدفاع المدني.

يمكن تنفيذ نظام الإنذار المبكر أو نظام التحذير المبكر كسلسلة من أنظمة اتصالات المعلومات ويضم أجهزة استشعار وكشف الأحداث وأنظمة دعم القرار. تعمل هذه الأنظمة معًا للتنبؤ بالاضطرابات والإشارة إليها والتي تؤثر سلبًا على استقرار العالم المادي، مما يوفر الوقت لنظام الاستجابة للاستعداد للحدث السلبي وتقليل تأثيره.
لتكون فعالة، تحتاج أنظمة الإنذار المبكر إلى إشراك المجتمعات المعرضة للخطر بنشاط، وتسهيل تثقيف الجمهور وتوعيته بالمخاطر، ونشر التنبيهات والتحذيرات بشكل فعال وضمان وجود حالة تأهب مستمرة. يدعم نظام الإنذار المبكر الكامل والفعال أربع وظائف رئيسية: تحليل المخاطر والرصد والتحذير؛ النشر والاتصال ؛ والقدرة على الاستجابة.

## تطبيق
يتضمن تحليل المخاطر جمع البيانات بشكل منهجي وإجراء تقييمات للمخاطر ونقاط الضعف المحددة مسبقًا. تتضمن المراقبة والتحذير دراسة العوامل التي تشير إلى وقوع كارثة وشيكة ، وكذلك الأساليب المستخدمة للكشف عن هذه العوامل. يتعلق النشر والتواصل بإيصال معلومات الخطر والتحذيرات للوصول إلى أولئك المعرضين للخطر بطريقة واضحة ومفهومة. وأخيرًا ، تتطلب القدرة الكافية على الاستجابة بناء خطة استجابة وطنية ومجتمعية ، واختبار الخطة ، وتعزيز الاستعداد لضمان معرفة الناس بكيفية الاستجابة للتحذيرات.
نظام الإنذار المبكر هو أكثر من مجرد نظام إنذار، وهو ببساطة وسيلة يمكن من خلالها نشر الإنذار للجمهور.

## التاريخ
منذ كارثة تسونامي في المحيط الهندي في 26 كانون الأول / ديسمبر 2004، تزايد الاهتمام بتطوير أنظمة الإنذار المبكر. ومع ذلك، يمكن استخدام أنظمة الإنذار المبكر للكشف عن مجموعة واسعة من الأحداث، مثل اصطدام المركبات، وإطلاق الصواريخ، وتفشي الأمراض، وما إلى ذلك.